# Maratón de Sídney
La maratón de Sidney (nombre oficial: TCS Sydney Marathon) se celebra anualmente en la Sidney, Australia y es junto con las maratones de Maratón de Boston, Maratón de Nueva York, Maratón de Berlín, Maratón de Chicago, Maratón de Londres, la Maratón en los Juegos Olímpicos y la Maratón del Campeonato Mundial, es una de las más importantes del mundo. Desde el año 2025 entró a formar parte de las Grandes Maratones.
La primera edición se celebró el 30 de abril de 2000 como prueba para los Juegos Olímpicos de Sídney 2000. La Maratón de Sidney está clasificada como carrera de calle con Etiqueta Platino por World Athletics.

## Palmarés masculino
Récord de la prueba
| Año       | Ganador                                                 | Nacionalidad                                            | Registro (h:m:s)                                        |
| --------- | ------------------------------------------------------- | ------------------------------------------------------- | ------------------------------------------------------- |
| 2001      | Damon Harris                                            | Nueva Zelanda                                           | 02:25:49                                                |
| 2002      | Stephen Bwiret                                          | Kenia                                                   | 02:17:30                                                |
| 2003      | Oswald Revelian                                         | Tanzania                                                | 02:26:01                                                |
| 2004      | Oswald Revelian                                         | Tanzania                                                | 02:21:13                                                |
| 2005      | Julius Maritim                                          | Kenia                                                   | 02:21:47                                                |
| 2006      | Julius Maritim                                          | Kenia                                                   | 02:19:51                                                |
| 2007      | Julius Maritim                                          | Kenia                                                   | 02:14:38                                                |
| 2008      | Julius Maritim                                          | Kenia                                                   | 02:19:01                                                |
| 2009      | Julius Seurei                                           | Kenia                                                   | 02:17:07                                                |
| 2010      | Issac Serem                                             | Kenia                                                   | 02:25:17                                                |
| 2011      | Joel Kemboi                                             | Kenia                                                   | 02:17:31                                                |
| 2012      | Yuki Kawauchi                                           | Japón                                                   | 02:11:52                                                |
| 2013      | Willy Koitile                                           | Kenia                                                   | 02:13:48                                                |
| 2014      | Gebo Burka                                              | Etiopía                                                 | 02:11:18                                                |
| 2015      | Hisanori Kitajima                                       | Japón                                                   | 02:12:44                                                |
| 2016      | Tomohiro Tanigawa                                       | Japón                                                   | 02:12:11                                                |
| 2017      | Shota Hattori                                           | Japón                                                   | 02:15:16                                                |
| 2018      | Elijah Kemboi                                           | Kenia                                                   | 02:13:37                                                |
| 2019      | Filex Kiprotich                                         | Kenia                                                   | 02:09:49                                                |
| 2020-2021 | ediciones canceladas debido a la pandema de coronavirus | ediciones canceladas debido a la pandema de coronavirus | ediciones canceladas debido a la pandema de coronavirus |
| 2022      | Moses Kibet                                             | Kenia                                                   | 02:07:03                                                |
| 2023      | Othmane El Goumri                                       | Marruecos                                               | 02:08:20                                                |
| 2024      | Brimin Kipkorir                                         | Kenia                                                   | 02:06:18                                                |

## Palmarés femenino
Récord de la prueba
| Año       | Ganadora                                                | Nacionalidad                                            | Registro (h:m:s)                                        |
| --------- | ------------------------------------------------------- | ------------------------------------------------------- | ------------------------------------------------------- |
| 2001      | Krishna Stanton                                         | Australia                                               | 02:38:11                                                |
| 2002      | Heather Turland                                         | Australia                                               | 02:51:06                                                |
| 2003      | Tausi Juma                                              | Etiopía                                                 | 02:46:23                                                |
| 2004      | Rina Hill                                               | Australia                                               | 02:39:46                                                |
| 2005      | Ruth Kingston                                           | Nueva Zelanda                                           | 02:53:56                                                |
| 2006      | Naoko Tsuchiya                                          | Japón                                                   | 02:48:44                                                |
| 2007      | Naoko Tsuchiya                                          | Japón                                                   | 02:43:10                                                |
| 2008      | Lisa Flint                                              | Australia                                               | 02:47:43                                                |
| 2009      | Naoko Tsuchiya                                          | Japón                                                   | 02:52:46                                                |
| 2010      | Helen Stanton                                           | Australia                                               | 02:49:58                                                |
| 2011      | Letay Negash                                            | Etiopía                                                 | 02:43:22                                                |
| 2012      | Mitsuko Hirose                                          | Japón                                                   | 02:48:49                                                |
| 2013      | Biruktayit Degefa                                       | Etiopía                                                 | 02:32:46                                                |
| 2014      | Biruktayit Degefa                                       | Etiopía                                                 | 02:29:42                                                |
| 2015      | Meriem Wangari                                          | Kenia                                                   | 02:34:38                                                |
| 2016      | Makda Harun                                             | Etiopía                                                 | 02:32:22                                                |
| 2017      | Makda Harun                                             | Etiopía                                                 | 02:28:02                                                |
| 2018      | Mercy Kibarus                                           | Kenia                                                   | 02:31:24                                                |
| 2019      | Stella Barsosio                                         | Kenia                                                   | 02:24:33                                                |
| 2020-2021 | ediciones canceladas debido a la pandema de coronavirus | ediciones canceladas debido a la pandema de coronavirus | ediciones canceladas debido a la pandema de coronavirus |
| 2022      | Tigist Girma Getachew                                   | Etiopía                                                 | 02:25:10                                                |
| 2023      | Betsy Saina                                             | Kenia                                                   | 02:26:46                                                |
| 2024      | Workenesh Edesa                                         | Etiopía                                                 | 02:21:41                                                |